# Двоструко повезана листа
У рачунарској науци, двоструко повезана листа је повезана структура података која се састоји из сета секвенцијално повезаних података званих чворови. Сваки чвор садржи два поља, звана везе, која су референце на претходни и следећи чвор у секвенци чворова. Претходна и следећа веза почетног и крајњег чвора, показују на неку врсту терминатора, типично на стражарски чвор или нулу, да би олакшало управљање листом. Ако постоји само један чвор чувар, онда је листа циркуларно повезана преко чвора стражара. То може бити конципирано као једноструко повезане листе формиране од истих података, али у обрнутим секвенцијалним редовима.
Две везе с чворовима омогућавају руковање листом с било које стране. Док додавање или склањање чвора у двоструко повезаној листи захтева мењање више веза него исте операције на једноструко повезаној листи, операције су једноставније и потенцијално ефикасније (за чворове који нису почетни) јер не постоји потреба за праћењем претходног чвора током руковања или не постоји потреба да се пређе листа да би се пронашао претходни чвор, тако да се његова веза може модификовати.
Концепт је такође основа за mnemonic link system memorization технику.

## Номенклатура и имплементација
Први и последњи чворови двоструко повезане листе су одмах доступне (тј., доступне без прелажења, и обично се називају глава и реп) и премда дозвољавају прелазак листе с почетка или краја листе: тј., прелажење листе од почетка до краја, или од краја до почетка, у потрази за чвором са одређеном вредношћу податка. Било који чвор у двоструко повезаној листи, једном када се добије, може да се искористи за почетак новог прелажења листе, у било ком правцу (према почетку или крају), од датог чвора.
Поља за везе чвора двоструко повезаних листи се често називају следећа и претходна или напред и назад. Референце сачуване у пољима за везе су често имплементиране као показивачи, али (као у свакој повезаној структури података) такође могу да буду офсети адреса или индекси у низу где живе чворови.

## Основни алгоритми
Размотрите следеће основне алгоритме написане у Ади:

### Отворене двоструко повезане листе
```
record
 
DoublyLinkedNode
 {
    prev 
// A reference to the previous node

    next 
// A reference to the next node

    data 
// Data or a reference to data

}
```

```
record
 
DoublyLinkedList
 {
     
DoublyLinkedNode
 firstNode   
// points to first node of list

     
DoublyLinkedNode
 lastNode    
// points to last node of list

}
```

#### Преношење листе
Прелажење двоструко повезане листе може да се одвија у било ком правцу. У ствари, правац преласка може да се промени пуно пута, ако то желимо. Прелазак се такође назива и итерација, али тај избор терминологије је несрећан, за итерацију постоји добро дефинисана семантика (тј., у математици) која није аналогна преласку.
Унапред
```
node  := list.firstNode
 
while
 node ≠ 
null

     <do something with node.data>
     node  := node.next
```

Уназад
```
node  := list.lastNode
 
while
 node ≠ 
null

     <do something with node.data>
     node  := node.prev
```

#### Убацивање чвора
Ове симетричне функције убацују чвор или после или пре датог чвора:
```
function
 insertAfter(
List
 list, 
Node
 node, 
Node
 newNode)
     newNode.prev  := node
     newNode.next  := node.next
     
if
 node.next == 
null

         list.lastNode  := newNode
     
else

         node.next.prev  := newNode
     node.next  := newNode
```

```
function
 insertBefore(
List
 list, 
Node
 node, 
Node
 newNode)
     newNode.prev  := node.prev
     newNode.next  := node
     
if
 node.prev == 
null

         list.firstNode  := newNode
     
else

         node.prev.next  := newNode
     node.prev  := newNode
```

Такође нам је потребна функција за убацивање чвора на почетак могуће празне листе:
```
function
 insertBeginning(
List
 list, 
Node
 newNode)
     
if
 list.firstNode == 
null

         list.firstNode  := newNode
         list.lastNode   := newNode
         newNode.prev  := null
         newNode.next  := null
     
else

         insertBefore(list, list.firstNode, newNode)
```

Симетрична функција убацује на крај:
```
function
 insertEnd(
List
 list, 
Node
 newNode)
     
if
 list.lastNode == 
null

         insertBeginning(list, newNode)
     
else

         insertAfter(list, list.lastNode, newNode)
```

#### Уклањање чвора
Уклањање чвора је лакше од убацивања, али захтева посебно руковање ако је чвор који треба да се уклони први или последњи чвор:
```
function
 remove(
List list, 
Node
 node)

   
if
 node.prev == 
null

       list.firstNode  := node.next
   
else

       node.prev.next  := node.next
   
if
 node.next == 
null

       list.lastNode  := node.prev
   
else

       node.next.prev  := node.prev
```

Једна мала последица горе поменуте процедура је да брисање последњег чвора листе поставља и први и последњи чвор на нулу, и тако се коректно рукује уклањањем чвора из једноелементне листе. Приметите да нам такође нису потребне методе уклони пре и уклони после, јер у двоструко повезаним листама можемо да користимо само једну за оба смера. Ово такође претпоставља да чвор који је уклоњен гарантовано постоји. Ако чвор не постоји у листи, онда је потребна нека врста руковања грешкама.

### Циркуларна двоструко повезана листа

#### Преношење листе
Претпостављајући да неки чвор у непразној листи постоји, овај код пролази кроз ту листу почевши од тог чвора (било ког):
Унапред
```
node  := someNode
 
do

     do something with node.value
     node  := node.next
 
while
 node ≠ someNode
```

Уназад
```
node  := someNode
 
do

     do something with node.value
     node  := node.prev
 
while
 node ≠ someNode
```

//NODEPA Приметите одлагање теста на крају петље. Ово је важно у случају када листа садржи само један чвор односно тај чвор.

#### Додавање чвора
Ова једноставна функција убацује чвор у у двоструко повезану циркуларно повезану листу након датог елемента:
```
function
 insertAfter(
Node
 node, 
Node
 newNode)
     newNode.next  := node.next
     newNode.prev  := node
     node.next.prev  := newNode
     node.next       := newNode
```

Да би смо додали пре, једноставно можемо да "insertAfter(node.prev, newNode)".
Додавање елемента у могуће празну листу захтева посебну функцију:
```
function
 insertEnd(
List
 list, 
Node
 node)
     
if
 list.lastNode == 
null

         node.prev := node
         node.next := node
     
else

         insertAfter(list.lastNode, node)
     list.lastNode := node
```

Да би смо додали на очетак ми једноставно "insertAfter(list.lastNode, node)".
Коначно, уклањање чвора мора да се избори са случајем када се листа испразни:
```
function
 remove(
List
 list, 
Node
 node)
     
if
 node.next == node
         list.lastNode := 
null

     
else

         node.next.prev := node.prev
         node.prev.next := node.next
         
if
 node == list.lastNode
             list.lastNode := node.prev;
     
destroy
 node
```

#### Имплементација двоструко повезане листе
Следеће функције илуструју функционалност имплементацију двоструко повезаних листи у C/C++ програмским језицима. Функције за додавање, брисање, тражење, приказивање, уназад и детектовање циклуса у чворовима су приказане испод.
```
/*

Description:

Double linked list header file

License: GNU GPL v3

*/

#ifndef DOUBLELINKEDLIST_H

#define DOUBLELINKEDLIST_H

/* Codes for various errors */

#define NOERROR 0x0

#define MEMALLOCERROR 0x01

#define LISTEMPTY 0x03

#define NODENOTFOUND 0x4

/* True or false */

#define TRUE 0x1

#define FALSE 0x0

/* Double linked DoubleLinkedList definition */

 
typedef
 
struct
 
DoubleLinkedList

{

    
int
 
number
;

    
struct
 
DoubleLinkedList
*
 
pPrevious
;

    
struct
 
DoubleLinkedList
*
 
pNext
;

}
DoubleLinkedList
;

/* Get data for each node */

extern
 
DoubleLinkedList
*
 
GetNodeData
(
DoubleLinkedList
*
 
pNode
);

/* Add a new node forward */

extern
 
void
 
AddNodeForward
(
void
);

/* Add a new node in the reverse direction */

extern
 
void
 
AddNodeReverse
(
void
);

/* Display nodes in forward direction */

extern
 
void
 
DisplayNodeForward
(
void
);

/*Display nodes in reverse direction */

extern
 
void
 
DisplayNodeReverse
(
void
);

/* Delete nodes in the DoubleLinkedList by searching for a node */

extern
 
void
 
DeleteNode
(
const
 
int
 
number
);

/* Function to detect cycle in a DoubleLinkedList */

extern
 
unsigned
 
int
 
DetectCycleinList
(
void
);

/*Function to reverse nodes */

extern
 
void
 
ReverseNodes
(
void
);

/* function to display error message that DoubleLinkedList is empty */

void
 
ErrorMessage
(
const
 
int
 
Error
);

#endif

```

```
/* Double linked List functions */

/*****************************************************

Name: DoubledLinked.c

version: 0.1

Description: Implementation of a DoubleLinkedList.

These functions provide functionality of a double linked List.

Change history:

0.1 Initial version

License: GNU GPL v3

******************************************************/

#include
 
"DoubleLinkedList.h"

#include
 
"stdlib.h"

#include
 
"stdio.h"

/* Declare pHead */

DoubleLinkedList
*
 
pHead
 
=
 
NULL
;

/* Variable for storing error status */

unsigned
 
int
 
Error
 
=
 
NOERROR
;

DoubleLinkedList
*
 
GetNodeData
(
DoubleLinkedList
*
 
pNode
)

{

    
if
(
!
(
pNode
))

    
{

        
Error
 
=
 
MEMALLOCERROR
;

        
return
 
NULL
;

    
}

   
else

   
{

    
printf
(
"
\n
Enter a number: "
);

    
scanf
(
"%d"
,
&
pNode
->
number
);

    
return
 
pNode
;

   
}

}

/* Add a node forward */

void
 
AddNodeForward
(
void
)

{

    
DoubleLinkedList
*
 
pNode
 
=
 
malloc
(
sizeof
(
DoubleLinkedList
));

    
pNode
 
=
 
GetNodeData
(
pNode
);

    
if
(
pNode
)

    
{

    
DoubleLinkedList
*
 
pCurrent
 
=
 
pHead
;

    
if
 
(
pHead
==
 
NULL
)

    
{

        
pNode
->
pNext
=
 
NULL
;

        
pNode
->
pPrevious
=
 
NULL
;

        
pHead
=
pNode
;

    
}

    
else

    
{

      
while
(
pCurrent
->
pNext
!=
NULL
)

      
{

        
pCurrent
=
pCurrent
->
pNext
;

      
}

      
pCurrent
->
pNext
=
 
pNode
;

      
pNode
->
pNext
=
 
NULL
;

      
pNode
->
pPrevious
=
 
pCurrent
;

    
}

    
}

    
else

    
{

        
Error
 
=
 
MEMALLOCERROR
;

    
}

}

/* Function to add nodes in reverse direction,

Arguments; Node to be added.

Returns : Nothing

*/

void
 
AddNodeReverse
(
void
)

{

    
DoubleLinkedList
*
 
pNode
 
=
  
malloc
(
sizeof
(
DoubleLinkedList
));

    
pNode
 
=
 
GetNodeData
(
pNode
);

    
if
(
pNode
)

    
{

    
DoubleLinkedList
*
 
pCurrent
 
=
  
pHead
;

    
if
 
(
pHead
==
NULL
)

    
{

        
pNode
->
pPrevious
=
 
NULL
;

        
pNode
->
pNext
=
 
NULL
;

        
pHead
=
pNode
;

    
}

    
else

    
{

     
while
(
pCurrent
->
pPrevious
 
!=
 
NULL
 
)

     
{

        
pCurrent
=
pCurrent
->
pPrevious
;

     
}

    
pNode
->
pPrevious
=
 
NULL
;

    
pNode
->
pNext
=
 
pCurrent
;

    
pCurrent
->
pPrevious
=
 
pNode
;

    
pHead
=
pNode
;

    
}

    
}

    
else

    
{

        
Error
 
=
 
MEMALLOCERROR
;

    
}

}

/* Display Double linked list data in forward direction */

void
 
DisplayNodeForward
(
void
)

{

    
DoubleLinkedList
*
 
pCurrent
 
=
  
pHead
;

    
if
 
(
pCurrent
)

    
{

     
while
(
pCurrent
 
!=
 
NULL
 
)

      
{

            
printf
(
"
\n
Number in forward direction is %d "
,
pCurrent
->
number
);

            
pCurrent
=
pCurrent
->
pNext
;

      
}

    
}

    
else

    
{

          
Error
 
=
 
LISTEMPTY
;

          
ErrorMessage
(
Error
);

    
}

}

/* Display Double linked list data in Reverse direction */

void
 
DisplayNodeReverse
(
void
)

{

    
DoubleLinkedList
*
 
pCurrent
 
=
  
pHead
;

    
if
 
(
pCurrent
)

    
{

      
while
(
pCurrent
->
pNext
 
!=
 
NULL
)

      
{

        
pCurrent
=
pCurrent
->
pNext
;

      
}

      
while
(
pCurrent
)

      
{

        
printf
(
"
\n
Number in Reverse direction is %d "
,
pCurrent
->
number
);

        
pCurrent
=
pCurrent
->
pPrevious
;

      
}

    
}

    
else

    
{

       
Error
 
=
 
LISTEMPTY
;

       
ErrorMessage
(
Error
);

    
}

}

/* Delete nodes in a double linked List */

void
 
DeleteNode
(
const
 
int
 
SearchNumber
)

{

    
unsigned
 
int
 
Nodefound
 
=
 
FALSE
;

    
DoubleLinkedList
*
 
pCurrent
 
=
  
pHead
;

    
if
 
(
pCurrent
 
!=
 
NULL
)

    
{

    
DoubleLinkedList
*
 
pNextNode
 
=
  
pCurrent
->
pNext
;

    
DoubleLinkedList
*
 
pTemp
 
=
 
(
DoubleLinkedList
*
 
)
 
NULL
;

    
if
 
(
pNextNode
 
!=
 
NULL
)

    
{

    
while
((
pNextNode
 
!=
 
NULL
)
 
&&
 
(
Nodefound
==
FALSE
))

    
{

      
// If search entry is at the beginning

      
if
(
pHead
->
number
==
 
SearchNumber
)

       
{

        
pCurrent
=
pHead
->
pNext
;

        
pHead
=
 
pCurrent
;

        
pHead
->
pPrevious
=
 
NULL
;

        
Nodefound
 
=
TRUE
;

       
}

       
/* if the search entry is somewhere in the DoubleLinkedList or at the end */

      
else
 
if
(
pNextNode
->
number
 
==
 
SearchNumber
)

        
{

           
Nodefound
 
=
 
TRUE
;

           
pTemp
 
=
 
pNextNode
->
pNext
;

           
pCurrent
->
pNext
 
=
 
pTemp
;

            
/* if the node to be deleted is not NULL,,,

            then point pNextnode->pNext to the previous node

            which is pCurrent */

           
if
(
pTemp
)

           
{

               
pTemp
->
pPrevious
=
 
pCurrent
;

           
}

          
free
(
pNextNode
);

        
}

      
/* iterate through the Double Linked List until next node is NULL  */

      
pNextNode
=
pNextNode
->
pNext
;

      
pCurrent
=
pCurrent
->
pNext
;

    
}

    
}

    
else
 
if
 
(
pCurrent
->
number
 
==
 
SearchNumber
)

    
{

        
/* add code to delete nodes allocated with other functions if

         the search entry is found.

         */

        
Nodefound
 
=
 
TRUE
;

        
free
(
pCurrent
);

        
pCurrent
=
 
NULL
;

        
pHead
 
=
 
pCurrent
;

    
}

    
}

    
else
 
if
 
(
pCurrent
 
==
 
NULL
)

    
{

        
Error
=
 
LISTEMPTY
;

        
ErrorMessage
(
Error
);

    
}

    
if
 
(
Nodefound
 
==
 
FALSE
 
&&
 
pCurrent
!=
 
NULL
)

    
{

       
Error
 
=
 
NODENOTFOUND
;

       
ErrorMessage
(
Error
);

    
}

}

/* Function to detect cycle in double linked List */

unsigned
 
int
 
DetectCycleinList
(
void
)

{

    
DoubleLinkedList
*
 
pCurrent
 
=
 
pHead
;

    
DoubleLinkedList
*
 
pFast
 
=
 
pCurrent
;

    
unsigned
 
int
 
cycle
 
=
 
FALSE
;

    
while
(
 
(
cycle
==
FALSE
)
 
&&
 
pCurrent
->
pNext
 
!=
 
NULL
)

    
{

        
if
(
!
(
pFast
 
=
 
pFast
->
pNext
))

        
{

        
cycle
=
 
FALSE
;

        
break
;

        
}

        
else
 
if
 
(
pFast
 
==
 
pCurrent
)

        
{

        
cycle
 
=
 
TRUE
;

         
break
;

        
}

        
else
 
if
 
(
!
(
pFast
 
=
 
pFast
->
pNext
))

        
{

           
cycle
 
=
 
FALSE
;

           
break
;

        
}

        
else
 
if
(
pFast
 
==
 
pCurrent
)

        
{

            
cycle
 
=
 
TRUE
;

            
break
;

        
}

        
pCurrent
=
pCurrent
->
pNext
;

    
}

    
if
(
cycle
)

    
{

        
printf
(
"
\n
Double Linked list is cyclic"
);

    
}

    
else

    
{

        
Error
=
LISTEMPTY
;

        
ErrorMessage
(
Error
);

    
}

    
return
 
cycle
;

}

/*Function to reverse nodes in a double linked list */

void
 
ReverseNodes
(
void
)

{

 
DoubleLinkedList
 
*
pCurrent
=
 
NULL
,
 
*
pNextNode
=
 
NULL
;

 
pCurrent
 
=
 
pHead
;

 
if
 
(
pCurrent
)

 
{

  
pHead
 
=
NULL
;

  
while
 
(
pCurrent
 
!=
 
NULL
)

   
{

     
pNextNode
 
=
 
pCurrent
->
pNext
;

     
pCurrent
->
pNext
 
=
 
pHead
;

     
pCurrent
->
pPrevious
=
pNextNode
;

     
pHead
 
=
 
pCurrent
;

     
pCurrent
 
=
 
pNextNode
;

   
}

 
}

 
else

 
{

     
Error
=
 
LISTEMPTY
;

     
ErrorMessage
(
Error
);

 
}

}

/* Function to display diagnostic errors */

void
 
ErrorMessage
(
const
 
int
 
Error
)

 
{

     
switch
(
Error
)

     
{

         
case
 
LISTEMPTY
:

         
printf
(
"
\n
Error: Double linked list is empty!"
);

         
break
;

         
case
 
MEMALLOCERROR
:

         
printf
(
"
\n
Memory allocation error "
);

         
break
;

         
case
 
NODENOTFOUND
:

         
printf
(
"
\n
The searched node is not found "
);

         
break
;

         
default
:

         
printf
(
"
\n
Error code missing
\n
"
);

         
break
;

     
}

 
}

```

```
/* main.h header file */

#ifndef MAIN_H

#define MAIN_H

#include
 
"DoubleLinkedList.h"

/* Error code */

extern
 
unsigned
 
int
 
Error
;

#endif

```

```
/***************************************************

Name: main.c

version: 0.1

Description: Implementation of a double linked list

Change history:

0.1 Initial version

License: GNU GPL v3

****************************************************/

#include
 
<stdio.h>

#include
 
<stdlib.h>

#include
 
"main.h"

int
 
main
(
void
)

{

    
unsigned
 
int
 
choice
 
=
0
;

    
int
 
InputNumber
=
0
;

    
printf
(
"
\n
This program creates a double linked list"
);

    
printf
(
"
\n
You can add nodes in forward and reverse directions"
);

    
do

    
{

        
printf
(
"
\n
1.Create Node Forward"
);

        
printf
(
"
\n
2.Create Node Reverse"
);

        
printf
(
"
\n
3.Delete Node"
);

        
printf
(
"
\n
4.Display Nodes in forward direction"
);

        
printf
(
"
\n
5.Display Nodes in reverse direction"
);

        
printf
(
"
\n
6.Reverse nodes"
);

        
printf
(
"
\n
7.Exit
\n
"
);

        
printf
(
"
\n
Enter your choice: "
);

        
scanf
(
"%u"
,
&
choice
);

        
switch
(
choice
)

        
{

              
case
 
1
:

              
AddNodeForward
;

              
break
;

              
case
 
2
:

              
AddNodeReverse
;

              
break
;

              
case
 
3
:

              
printf
(
"
\n
Enter the node you want to delete: "
);

              
scanf
(
"%d"
,
&
InputNumber
);

              
DeleteNode
(
InputNumber
);

              
break
;

              
case
 
4
:

              
printf
(
"
\n
Displaying node data in forward direction 
\n
"
);

              
DisplayNodeForward
;

              
break
;

              
case
 
5
:

              
printf
(
"
\n
Displaying node data in reverse direction
\n
"
);

              
DisplayNodeReverse
;

              
break
;

              
case
 
6
:

              
ReverseNodes
;

              
break
;

              
case
 
7
:

              
printf
(
"Exiting program"
);

              
break
;

              
default
:

              
printf
(
"
\n
Incorrect choice
\n
"
);

	 
break
;

         
}

    
}
 
while
 
(
choice
 
!=
7
);

    
return
 
0
;

}

```

## Напредни концепти

### Асиметрична двоструко повезана листа
Асиметрична двоструко повезана листа је негде између једноструко повезане листе и регуларне двоструко повезане листе. Дели неке ставке са једноструко повезаном листом (прелажење у једном правцу) и неке из двоструко повезане листе (лакоћу модификације).
То је листа где веза за претходни чвор сваког чвора не показује на претходни чвор, већ на везу саму за себе. Док ово има мало разлике између чворова (само показује на офсет унутар претходног чвора), мења главу листе: дозвољава првом чвору да модификује везу с првим чвором врло лако.

Докле год је чвор у листи, његова веза са претходним никада није нула.

#### Додавање чвора
Да бисмо додали чвор пре неког другог, мењамо везу која је показивала на стари чвор, користећи везу за претходни; затим подесимо везу са следећим чвором овог чвора да показује на стари, и променимо везу са претходни чвор тог чвора према томе.
```
function
 insertBefore(
Node
 node, 
Node
 newNode)
     
if
 node.prev == 
null

          
error
 "The node is not in a list"
     newNode.prev  := node.prev
     atAddress(newNode.prev)  := newNode
     newNode.next  := node
     node.prev = addressOf(newNode.next)
```

```
function
 insertAfter(
Node
 node, 
Node
 newNode)
     newNode.next  := node.next
     
if
 newNode.next != 
null

         newNode.next.prev = addressOf(newNode.next)
     node.next  := newNode
     newNode.prev  := addressOf(node.next)
```

#### Брисање чвора
Да би смо уклонили чвор, једноставно модификујемо везу која показује на претходни, независно да ли је чвор први у листи.
```
function
 remove(
Node
 node)
     atAddress(node.prev)  := node.next
     
if
 node.next != 
null

         node.next.prev = node.prev
     
destroy
 node
```